# دانشنامه لوک‌لکس
دانشنامه لوک‌لکس (به انگلیسی: Looklex Encyclopaedia) از دانشنامه‌های برخط آزاد که به زبان انگلیسی به تولید مقاله در زمینه فرهنگ و کشورهای خاص می‌پردازد؛ دانشنامه مذکور در کشور نروژ بنیان‌گذاری شده‌است. لوک‌لکس به‌طور عمده موضوعات خاورمیانه و آفریقای شمالی را پوشش می‌دهد. ۸ محور عمده این دانشنامه بر توصیف موضوعات ذیل می‌باشد:
- آموزش و پرورش
- مذهب و ادیان
- دولت‌های مدرن
- اقوام و مردم شناسی
- سلامت
- اقتصاد
- زبان‌ها
- جهان باستان
- سیاست
- فرهنگ و هنر